# Tabrimom
Tabrimom (em hebraico: Tabrimmown; "Bom é o deus Rimom") foi um arameu do século X a.C., pai de Benadade I e filho de Rezom. Não se sabe se foi rei como sua descendência. Segundo evidência bíblica, que carece de confirmação externa, aliou-se ao rei Abias de Judá (r. 913–911 a.C.).